# Haus der Deutschen Weinstraße
Das Haus der Deutschen Weinstraße in der pfälzischen Weinbaugemeinde Bockenheim (Rheinland-Pfalz) markiert seit 1995 das nördliche Ende der Deutschen Weinstraße. Es stand zunächst im Eigentum der Verbandsgemeinde Grünstadt-Land, später Verbandsgemeinde Leiningerland, und wurde 2019 an einen privaten Betreiber verkauft. Gegenstück am 85 km entfernten südlichen Beginn der Weinstraße ist bereits seit 1936 das Deutsche Weintor in Schweigen.

## Geographie
Errichtet wurde das Haus der Deutschen Weinstraße auf einer Höhe von 158 m ü. NHN zwischen den alten Ortsteilen Groß- und Kleinbockenheim, die 1956 zusammengelegt worden waren. Der Ostteil des Gebäudes überspannt brücken- oder torartig die Weinstraße, die in Bockenheim mit der Bundesstraße 271 (Grünstadt–Monsheim) identisch ist.
In der unmittelbaren Umgebung gibt es weitere Einrichtungen, die dem kulturellen und sozialen Leben dienen: Jenseits der B 271 liegen der Bockenheimer Festplatz, der Sportplatz und das Bürgerhaus „Emichsburg“, das nach der gleichnamigen früheren Burg der Leininger Grafen benannt ist. Diese erhob sich auf einer Anhöhe in Kleinbockenheim, und nach häufigen Zerstörungen sind von ihr nur dürftige Überreste erhalten.

## Anlage

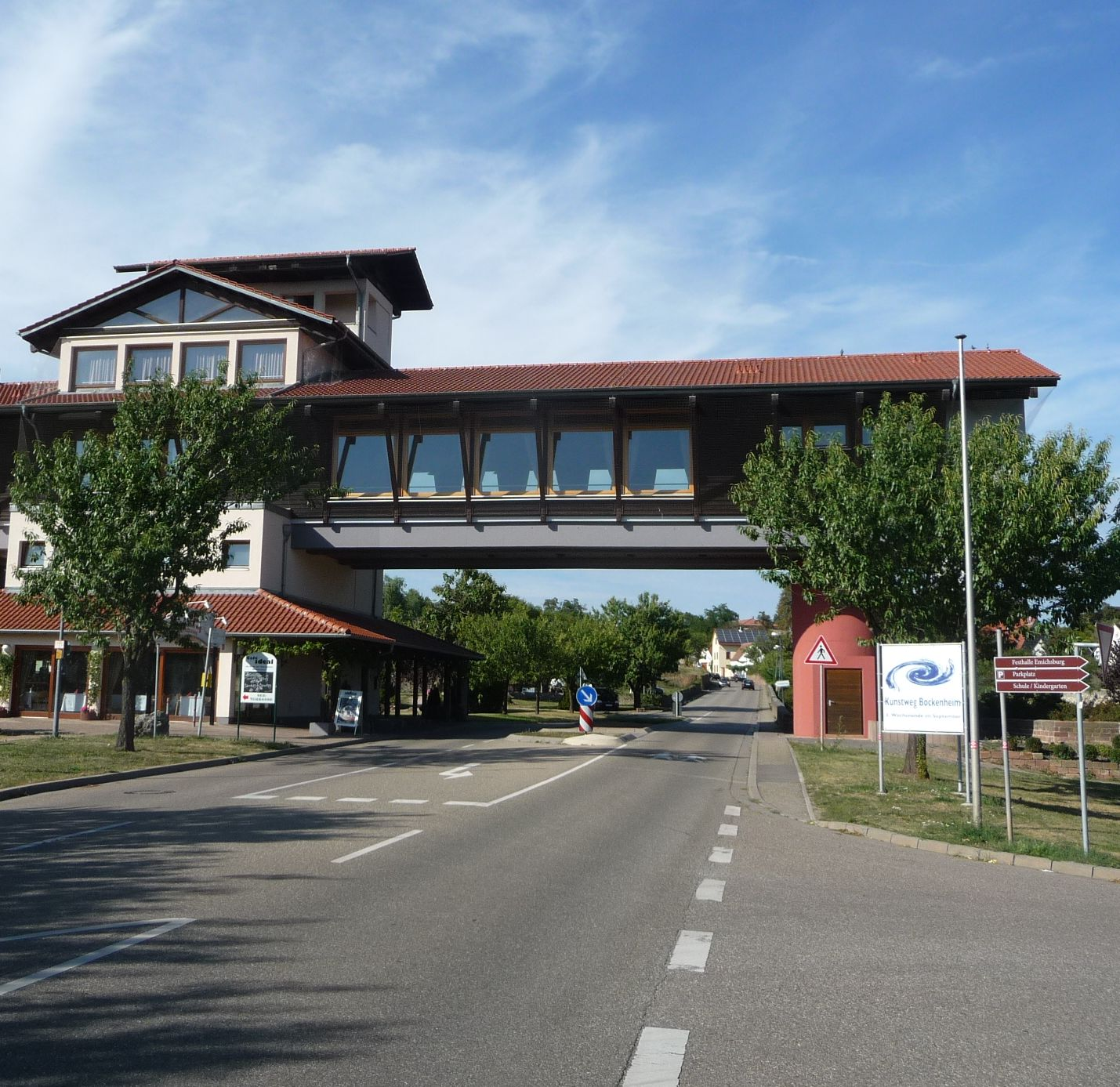
Brückenrestaurant
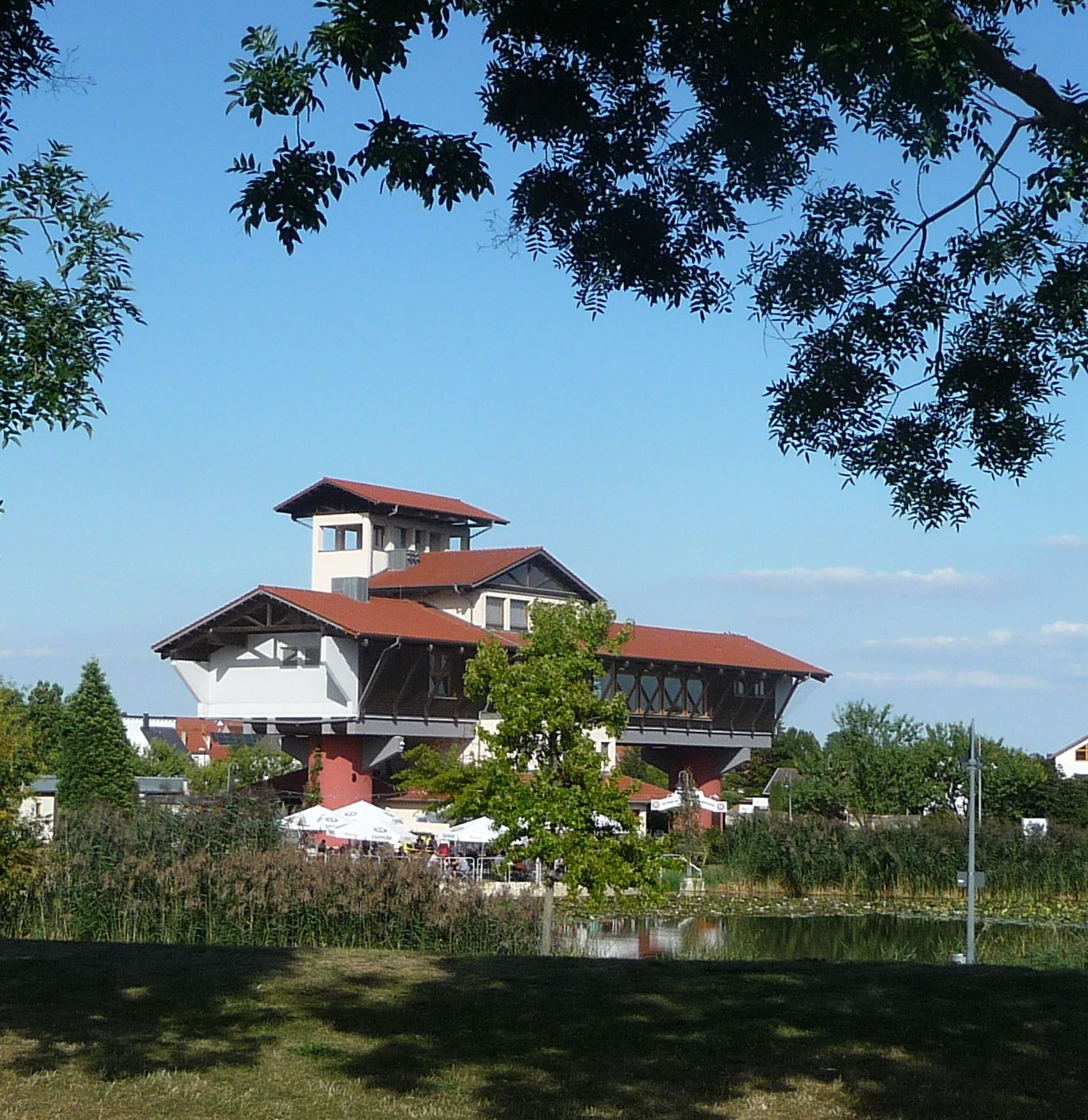
Trauzimmer oben
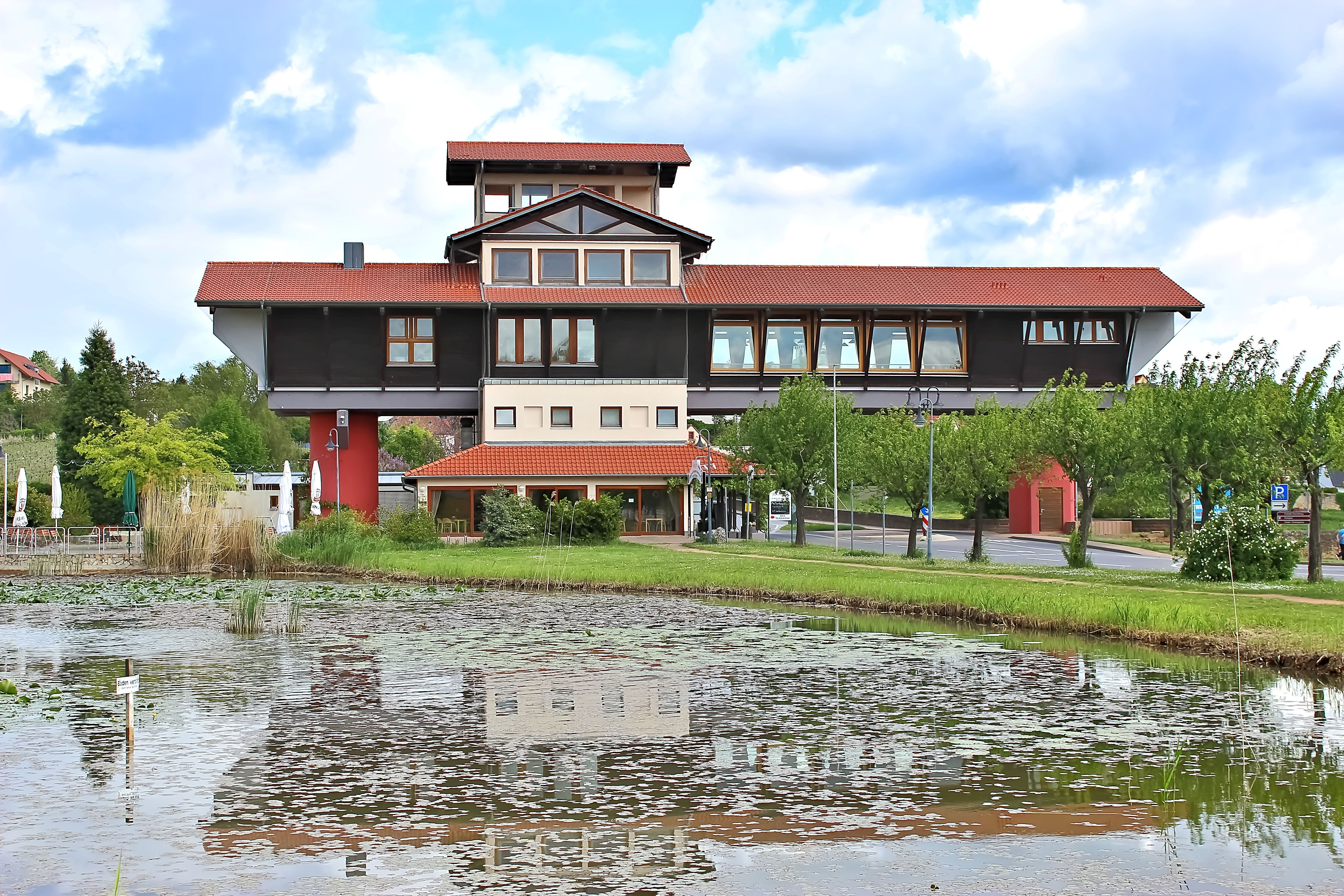
See im Vordergrund

Das Haus der Deutschen Weinstraße ist stilistisch an ein römisches Kastell angelehnt, die Fassaden sind überwiegend in Holz ausgeführt, das Gebälk liegt teilweise frei.
Neben dem Brückenrestaurant mit 120 Plätzen, das sich quer über die darunter hindurchführende Weinstraße (B 271) spannt, bietet das Gebäude auch verschiedenen Veranstaltungsräumen Platz. Im Turmzimmer ganz oben mit Ausblick auf die umgebenden Rebenhügel sowie die Rheinebene von der Haardt bis zum Odenwald können Trauwillige eine „Weinstraßenhochzeit“ feiern.
Die zum Restaurant gehörende Terrasse geht auf einen südwestlich vorgelagerten, künstlich angelegten See hinaus, der einem früher in der Gemeinde vorhandenen Stillgewässer nachempfunden ist. Er ist etwa 100 m lang und 50 m breit.

## Geschichte
Als in der Zeit des Nationalsozialismus 1935 die Deutsche Weinstraße geschaffen und an deren südlichem Beginn 1936 das Deutsche Weintor in Schweigen errichtet wurde, war ein ähnliches Bauwerk auch am nördlichen Ende der Weinstraße geplant. Vor allem der Zweite Weltkrieg verhinderte zunächst den Bau, später galten andere Prioritäten. So vergingen schließlich 60 Jahre, bis das Projekt verwirklicht wurde.
In der Nacht vom 23. zum 24. Februar 2016 wurde ein Geldautomat, der in einem Anbau des Hauses untergebracht war, von unbekannten Tätern mit Gas gesprengt. Die Explosion verursachte am und im Haus Schäden, die auf 150.000 Euro geschätzt wurden.
Anfang 2019 wechselte die Anlage den Eigentümer, als die zum 1. Januar 2018 neu entstandene Verbandsgemeinde Leiningerland das Haus an einen privaten Betreiber veräußerte. Dieser eröffnete es nach Renovierung im April 2019 als „Café Ideal“.